# John Greenwood (cầu thủ bóng đá)
John Jones Greenwood (1921–1994) là một cầu thủ bóng đá từng thi đấu ở vị trí wing half tại Football League cho Manchester City, Exeter City và Aldershot.